# Estados Unidos da Indonésia
A República dos Estados Unidos da Indonésia (em indonésio:  Republik Indonesia Serikat, RIS), abreviada como REUI, foi um estado federal para o qual a Holanda formalmente transferiu a soberania das Índias Orientais Neerlandesas (menos a Nova Guiné Holandesa) em 27 de dezembro de 1949 após a Conferência Batavo-Indonésia da Távola Redonda. Esta transferência terminou o conflito de quatro anos entre os indonésios nacionalistas e a Holanda, que foi travado pelo controle da Indonésia. A república durou menos de um ano, sendo substituída pela unitária República da Indonésia.

## Contexto
Em janeiro de 1942, os japoneses invadiram as Índias Orientais Neerlandesas, afastando o governo colonial holandês. Em 17 de agosto de 1945, dois dias depois da rendição japonesa, o líder nacionalista indonésio Sukarno declarou a independência indonésia. Os holandeses, vendo Sukarno e a liderança indonésia como uma colaboração aos japoneses, decidiram restaurar autoridade holandesa na região.  Entretanto, a britânica South East Asia Command, sob Louis Mountbatten, que era responsável pelas Índias Orientais Neerlandesas, se recusou a permitir que as tropas holandesas desembarcassem em Java e Sumatra e reconheceu de facto a autoridade republicana. Porém, os holandeses conseguiram reafirmar o controle sobre a maior parte da área anteriormente ocupada pela marinha japonesa, incluindo Bornéu e o Grande Leste. Discussões entre os britânicos e os holandeses resultaram na proposição do Governador-geral das Índias Orientais Neerlandesas Hubertus van Mook de autodeterminação para a comunidade indonésia. Em julho de 1946, os holandeses organizaram a Conferência de Malino em Celebes na qual representantes de Bornéu e da Indonésia Oriental apoiaram a proposta de uma federação dos Estados Unidos da Indonésia ligado à Holanda. A federação abrangeria três elementos, a República da Indonésia, um estado em Bornéu e outro para a Indonésia Oriental. A isso seguiu-se o Acordo de Linggadjati, em que a unilateralmente declarada República da Indonésia concordou com o princípio de uma Indonésia federativa. Os holandeses então organizaram a Conferência de Denpasar em dezembro de 1946, que levou ao estabelecimento do Estado da Indonésia Oriental, seguido por um estado no oeste de Bornéu em 1947.
Uma ação militar dos holandeses lançada em 20 de julho de 1947 contra aquelas áreas controladas pelas autoridades republicanas, a Operação Produto, resultou na recuperação pelos holandeses do Java Oriental e Ocidental, as áreas ao redor de Medan, Palimbão e Padang na Sumatra. As Nações Unidas solicitaram um cessar-fogo. As negociações entre os dois lados levaram ao Acordo de Renville em janeiro de 1948 com um cessar-fogo ao longo da "Linha de Van Mook", que conectava as posições holandesas mais avançadas. Os holandeses então estabeleceram estados nas áreas que eles haviam reocupado, incluindo a Sumatra Oriental (Dezembro de 1947), Madura e Java Ocidental (Fevereiro de 1948), Sumatra do Sul (Setembro de 1948) e Java Oriental (Novembro de 1948). Os líderes destas regiões estabeleceram então a Assembleia Federal Consultiva.
Uma segunda ação militar holandesa, a Operação Kraai, que tinha o objetivo de destruir a república, foi lançada em 18 de dezembro de 1948. Apesar de recapturar as principais cidades de Java, incluindo a capital republicana de Jogjacarta e toda a Sumatra (exceto por Achém, no extremo norte), a operação provocou a demissão em protesto de gabinetes no Estado da Indonésia Oriental e Pasundan (Java Ocidental) e do sultão de Jogjacarta, Hamengkubuwono IX de sua posição como chefe regional. Houve também pressão dos Estados Unidos e das Nações Unidas, em particular na forma de uma resolução do Conselho de Segurança. Os holandeses concordaram em negociar com a Indonésia para organizar uma transferência de soberania. A Conferência Batavo-Indonésia da Távola Redonda ocorreu em Haia de agosto a novembro de 1949 e resultou no acordo pelos holandeses de entregar a soberania das Índias Orientais Neerlandesas, exceto pela Nova Guiné Ocidental. No entanto, muitos nacionalistas indonésios acreditavam que os holandeses haviam insistido em um estado federal em uma tentativa de enfraquecer ou mesmo desmembrar a nova nação, uma manifestação da estratégia de "dividir para conquistar". Apesar disso, em 17 de dezembro de 1949, a soberania foi transferida para os Estados Unidos da Indonésia.

## Governo
A REUI possuía uma legislatura bicameral. A Legislatura Federal consistia de 50 representantes da República da Indonésia e 100 dos outros estados conforme suas populações. O Senado tinha dois membros para cada parte constituinte da REUI independentemente da população, fazendo um total de 32 membros. O estado foi governado de acordo com a Constituição Federal de 1949, que foi elaborada às margens da Conferência da Távola Redonda. A REUI possuía um gabinete de 16 membros, liderados pelo primeiro-ministro Hatta.

## Dissolução
Em março e abril de 1950, todos os constituintes da RIS (exceto a Sumatra Oriental e a Indonésia Oriental) se dissolveram na República. Os Estados Unidos da Indonésia foram oficialmente dissolvidos pelo presidente Sukarno em 17 de agosto de 1950 — o quinto aniversário da proclamação de independência — e substituídos por uma República da Indonésia unitária.

## Entidades integrantes
A REUI incluía dezesseis entidades principais: sete estados (negara), incluindo a "República da Indonésia" consistindo de partes de Java e Sumatra (uma população combinada de mais de 31 milhões); e nove territórios governados diretamente (neo-landschappen). Fora a República da Indonésia, todos as entidades integrantes, que tinham população entre 100.000 e 11 milhões, foram estabelecidas pelos holandeses. Também inclusas estavam um número de entidades políticas não vistas como entidades políticas distintas.
República da Indonésia

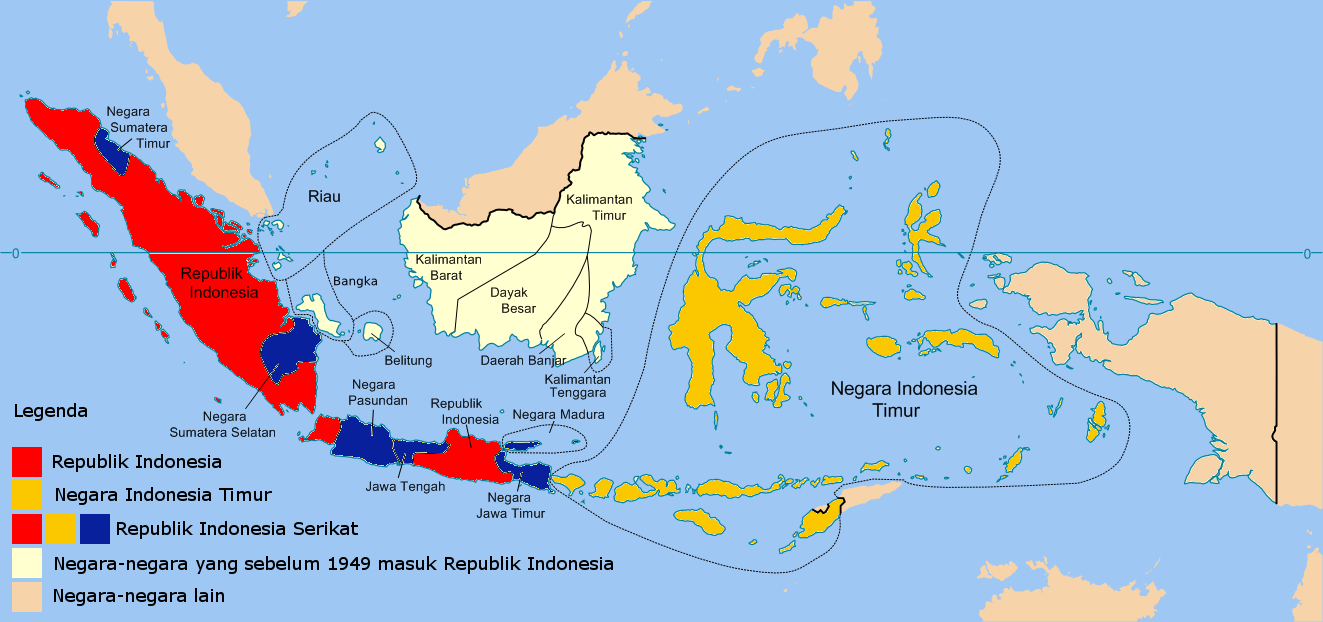
Os Estados Unidos da Indonésia. A parte integrante da República da Indonésia é mostrada em vermelho. O Estado da Indonésia Oriental é mostrada em dourado como Negara Indonesia Timur. Outros estados integrantes são mostrados em azul. Entidades integrantes autônomas são mostradas em branco.

- República da Indonésia (Negara Repoeblik Indonesia)
  - Atjeh
  - Djogdjakarta
  - Lampoeng
  - Tapanoeli

Estados
- Indonésia Oriental (Negara Indonesia Timur)
- Java Oriental
- Sumatra Oriental
- Madoera
- Pasundan (Java Ocidental)
- Sumatra do Sul

Regiões Autônomas
- Bandjar
- Banka
- Billiton
- Java Central
- Bornéu Oriental (não incluindo o antigo território do Reino de Pasir)
- Groot Dajak(Dajak Besar)
- Riouw
- Federação do Sudoeste de Bornéu
- Bornéu Ocidental (Região Especial)

Outras Entidades
- Waringin (estado nativo)
- Padang (município)
- Sabang
- Distrito Federal de Djakarta